# Androin de la Roche
Androin de la Roche (né à Châtillon en Bourgogne vers 1300/1310 et mort à Viterbe, le 29 octobre 1369) est un cardinal français du XIVe siècle. Il est membre de l'ordre des bénédictins.

## Biographie
Androin de la Roche est abbé de l'abbaye de  Saint-Seine et de l'abbaye de Cluny. Il est légat apostolique en Italie et en Angleterre pour négocier la paix avec la France et pour mettre fin à la guerre de Cent Ans.
Il est créé cardinal par  le pape Innocent VI lors du consistoire du 17 septembre 1361. Le cardinal de la Roche est légat en Normandie et est protecteur de l'ordre des servites.